# 1286 Banachiewicza
1286 Banachiewicza (1933 QH) là một tiểu hành tinh vành đai chính được Sylvain Arend phát hiện vào ngày 25 tháng 8 năm 1933 tại Uccle.
Nó được đặt theo tên của Tadeusz Banachiewicz là một nhà toán học và nhà thiên văn học Ba Lan.